# 가미야초역
가미야초역(일본어: 神谷町駅 가미야초에키[*])은 도쿄도 미나토구에 있는 철도역이다.

## 역 구조
지하 2층 구조의 상대식 승강장 2면 2선의 지하역. 지하 1층에 콩코스와 개찰구가 있다.
1980년대 후반부터 1990년대 전반에 걸쳐 주변에 오피스 빌딩이 많이 입지하게 되는 이용객이 늘면서 승강장의 폭을 크게 넓혀 개량 공사가 이루어졌다.
개찰구와 승강장 사이에 에스컬레이터(상행만 가동)을 설치하였으며, 도라노몬 방면 개찰구에는 엘리베이터도 있다. 또 화장실은 롯폰기 방면 승강장 근처 끝에 있지만, 2번 승강장 측 화장실은 리모델링, 다기능 화장실도 갖춰졌으며 개찰구 외 콩코스에서 출구로 통하는 엘리베이터가 설치되고 있다.

### 승강장
| 1 | 히비야 선 | 나카메구로 방면                            |
| 2 | 히비야 선 | 긴자・우에노・기타센주・도부 동물공원 방면 |

## 역세권 정보
- 국도 1호선
- 주일 네덜란드 대사관
- RF라디오닛폰 본사
- 도쿄타워
- NHK방송박물관
- 호텔 오쿠라(Hotel Okura)
- 토쿄 프린스 호텔(Tokyo Prince Hotel)
- 신바시 아타고야마 토큐 인(Shinbashi Atagoyama Tokyu Inn)
- ANA 인터콘티넨탈 호텔 토쿄(ANA InterContinental Tokyo)
- 오나리몬 역
- 롯폰기 1초메 역
- 주일본 스웨덴 대사관

## 역사
- 1964년 3월 25일: 영업 개시.
- 1968년 1월 27일: 도부 2000계 전차 차량 화재 사고 발생.
- 1995년 3월 20일: 도쿄 지하철 사린 사건 발생.
- 2004년 4월 1일: 도영지하철 민영화.

## 사진

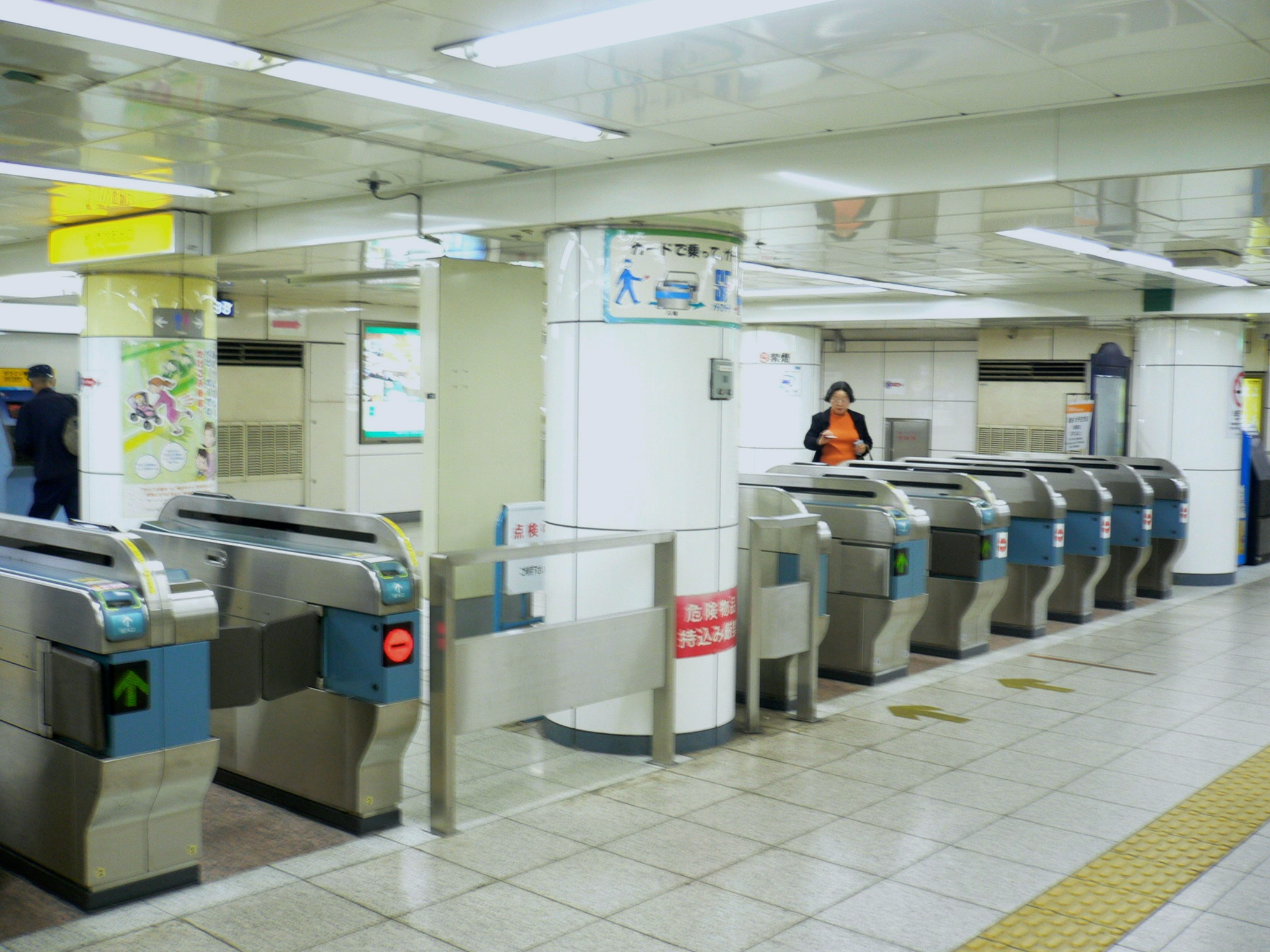
도라노몬 방면 개찰구 모습

## 인접역
| 도쿄 메트로 2호선           | 도쿄 메트로 2호선 | 도쿄 메트로 2호선                |
| --------------------------- | ----------------- | -------------------------------- |
| H 04 롯폰기 나카메구로 방면 | 히비야 선         | 도라노몬 힐스 H 06 기타센주 방면 |